# Physcia
Genre
Physcia est un genre de lichen de la famille des Physciaceae.

## Espèces
- Physcia adscendens, (Fr.) H. Olivier
- Physcia aipolia, (Ehrh. ex Humb.) Furnr.
- Physcia albinea, (Ach.) Nyl.
- Physcia biziana, (A. Massal.) Zahlbr.
- Physcia caesia, (Hoffm.) Furnr.
- Physcia dimidiata, (Arnold) Nyl.
- Physcia dubia, (Hoffm.) Lettau
- Physcia leptalea, (Ach.) DC.
- Physcia semipinnata,  (J.F.Gmel.) Moberg
- Physcia tribacia, (Ach.) Nyl.